# Swanton (Ohio)
Swanton – wieś w Stanach Zjednoczonych, w stanie Ohio, w hrabstwie Fulton.